# Thasus Linea
La Thasus Linea è una struttura geologica della superficie di Europa.